# شنبارة الميمونة
قرية شنبارة الميمونة هي إحدى القرى التابعة لمركز الزقازيق في محافظة الشرقية في جمهورية مصر العربية. حسب إحصاءات سنة 2006، بلغ إجمالي السكان في شنبارة الميمونة 16218 نسمة، منهم 8669 رجل و7549 امرأة.

## التاريخ
قرية شنبارة الميمونة من القرى القديمة، حيث وردت باسم «شنبارة المأمونة» في أعمال الشرقية ضمن قرى الروك الناصري التي أحصاها ابن الجيعان في كتاب «التحفة السنية بأسماء البلاد المصرية». وفي العصر العثماني وردت باسم «شنبارة المأمونة» في التربيع العثماني الذي أجراه الوالي العثماني سليمان باشا الخادم في عصر السلطان العثماني سليمان القانوني ضمن قرى ولاية الشرقية، وفي تاريخ 1228هـ/1813م الذي عدّ قرى مصر بعد المسح الذي قام به محمد علي باشا باسم «شنبارة الميمونة» ضمن قرى مديرية الدقهلية حيث انتقلت تبعية القرية إلى مديرية الدقهلية في تاريخ 1228هـ، ثم عادت حديثًا إلى محافظة الشرقية.